# When the Shadows Beam
When the Shadows Beam — другий мініальбом канадського пост-хардкор-гурту Silverstein 26 квітня 2002. Альбом вийшов без лейбла.

## Треклист
1. Red Light Pledge — 3:49
2. Dawn of the Fall — 4:17
3. Wish I Could Forget You — 3:27
4. Bleeds No More — 3:17
5. Last Days of Summer — 4:29
6. Waiting Four Years — 4:02